# Oerlikon Contraves
Oerlikon Contraves este o companie elvețiană specializată în producția de sisteme de apărare aeriană⁠(d) și echipamente militare. Fondată în 1906, compania a devenit cunoscută la nivel global pentru dezvoltarea tunurilor automate și a sistemelor antiaeriene. Din 2009, Oerlikon Contraves este parte a grupului Rheinmetall AG, un important furnizor european de soluții pentru apărare.

## Istorie
Compania a fost fondată în 1906 de către inginerul german Reinhold Becker în Zurich, Elveția. Inițial, firma se concentra pe producția de arme automate și mecanisme de precizie. În perioada Primul Război Mondial, Oerlikon a dezvoltat primele modele de tunuri automate⁠(d), care au fost exportate în diverse țări.  
După război, compania a continuat să inoveze, lansând tunuri antiaeriene precum cele de calibru 20 mm, care au devenit un standard al industriei în timpul Al Doilea Război Mondial.  
În anii 1990, Oerlikon Contraves s-a extins în domeniul tehnologiilor aerospațiale și al sistemelor electronice de apărare, consolidându-și poziția pe piața internațională. În 2009, compania a fost achiziționată de grupul german Rheinmetall AG, integrându-se în divizia de apărare aeriană și navală a acestuia.

## Produse principale
- Tunuri automate⁠(d) Oerlikon de 20 mm, 25 mm și 35 mm – Utilizate pe scară largă în aplicații terestre, navale și aeriene, cunoscute pentru fiabilitate și eficiență.
- Sistemul Skyshield – Un sistem modern de apărare aeriană, destinat combaterii dronelor, rachetelor și avioanelor de atac.
- Sistemul Skyguard – Sistem integrat de apărare antiaeriană, combinând tunuri automate cu rachete ghidate pentru o protecție sporită.
- Oerlikon Millennium Gun – Tun naval cu foc automat rapid, proiectat pentru protecția împotriva amenințărilor aeriene și maritime.
- Sisteme de navigație și ghidare – Soluții avansate utilizate în rachete și alte sisteme de apărare.

## Inovații și contribuții
Oerlikon Contraves a fost pionier în dezvoltarea tunurilor automate cu foc rapid, care au fost utilizate pe scară largă în conflictele secolului al XX-lea. În plus, compania a contribuit la modernizarea sistemelor de apărare aeriană prin integrarea tehnologiilor radar, optice și a sistemelor electronice avansate.

## Utilizatori
Produsele Oerlikon Contraves sunt utilizate de forțele armate din numeroase țări, inclusiv:
- Romania
- Germania
- Elveția
- India
- Statele Unite ale Americii
- Marea Britanie
- Italia
- Franța